# غلان ديفيد غولد
غلان ديفيد غولد (بالإنجليزية: Glen David Gold)‏ (29 مارس 1964، لونغ بيتش في الولايات المتحدة)؛ كاتب سيناريو وروائي أمريكي.

## روابط خارجية
- غلان ديفيد غولد على موقع IMDb (الإنجليزية)
- غلان ديفيد غولد على موقع ميوزك برينز (الإنجليزية)
- غلان ديفيد غولد على موقع قاعدة بيانات الفيلم (الإنجليزية)